# Wilhelm Wiehe (1826-1884)
 Der er flere personer med dette navn, se Wilhelm Wiehe.
Anton Wilhelm Wiehe (8. juli 1826 i København – 4. januar 1884 sammesteds) var en dansk skuespiller, bror til Michael og Johan Henrik Wiehe, far til Wilhelm og Jacques Wiehe.
Af Michael Rosings tre dattersønner, der alle blev skuespillere, var Wiehe den, som lignede bedstefaderen mest; han havde især arvet hans åbne, frejdige væsen, der harmonerede med Oehlenschlægers poesi. Da han havde udført sine første roller, Jørgen i Erik og Abel (16. november 1843) og Einar Tambeskælver i Hakon Jarl, sagde Oehlenschlæger til ham: "De har min ånd i Dem, og De skal forklare mig for kommende slægter". Denne profeti gik i opfyldelse; det er som den sidste store Oehlenschlæger-skuespiller på linje med Johan Christian Ryge og N.P. Nielsen, at Wiehes navn lever i dansk teaterhistorie.
Efter nogle brydsomme ungdomsår, i hvilke han spillede i provinserne, på Casino og blev såret i slaget ved Isted, fik han 1851 ansættelse ved Christiania Theater,
hvor han udviklede sig gennem et stort, forskelligartet repertoire (c. 140 roller i ni år) og med Henrik Ibsens ord "øvede ubestridelig indflydelse på den norske nationale scenes fremgang". Fra 1860-63 tilhørte Wiehe Casino,hvor det viste sig, at hans talent svarede til hans norske ry, og hvor han (1861) som Gudmund i Gildet paa Solhaug medvirkede i den første Ibsen-forestilling i København. Endelig genoptrådte han, 37 år gammel, men endnu med al ungdommens friskhed over sin personlighed, 1. september 1863 som Axel i Axel og Valborg på det Kongelige Teater, hvis alvorlige førstekraft han var i de følgende år, og hvor han 1874 indviede den nye scene, men sygdom knækkede tidligt hans kraft og tvang ham, ikke 53 år gammel, til at søge afsked; 4. juni 1879 optrådte Wiehe sidste gang som Hakon Jarl (i 3. og 4. akt) og som Møller i Hr. og Fru Møller. Senere viste han sig, næsten blind, et par gange ved aftenunderholdninger på Folketeatret.
Wiehes kunst tilhørte overgangsperioden mellem romantik og realisme, og han mestrede begge retninger. Hos Oehlenschlæger var han lyrisk deklamationsskuespiller, der gav sig følelsen og fantasien i vold; hos Bjørnson og Ibsen var han karakterfremstiller og bidrog meget til deres første sejre i Danmark. Wiehes unge helte, der lykkedes bedre for ham end de ældre, grublende eller voldsomme herskere, ejede overbevisningens varme og en livsfylde, som holdt tilskuerne fast i illusionen. Hans skønne hoved sad kækt på den ranke, brede skikkelse, og hans prægtige stemme, der kunne runge som malm, ejede udtryk for ømhed i harmonisk blanding med blid sorg; refleksion og kritisk sans var ham derimod nægtet, og han besad intet udtryk for ironi, men nok for djærvt humør. I De Unges Forbund afdækkede han med anvendelse af det norske sprog både stræberen Steensgaards indtagende egenskaber og hans sjælelige råhed således, at Ibsen vidnede, at Wiehe gengav hans opfattelse "med genial sandhed", og som Tjælde i En Fallit bredte Wiehe et forsonende skær af fantastiske storhedsdrømme over spekulantens samvittighedsløse handlinger.